# Tympanoctomys kirchnerorum
Tympanoctomys kirchnerorum és una espècie de mamífer rosegador de la família dels octodòntids. És endèmic de la província argentina de Chubut. Els seus hàbitats naturals són les zones sorrenques i l'estepa, on viu entre matolls de les famílies de les amarantàcies, anacardiàcies, asteràcies i fabàcies. Es desconeix si hi ha cap amenaça significativa per a la supervivència d'aquesta espècie.
L'espècie fou anomenada en honor de Néstor Kirchner i Cristina Fernández de Kirchner.